# (33480) Bartolucci
(33480) Bartolucci (1999 GA1) – planetoida z grupy pasa głównego asteroid okrążająca Słońce w ciągu 3,89 lat w średniej odległości 2,47 j.a. Odkryta 4 kwietnia 1999 roku.